# Licaria carinata
Licaria carinata är en lagerväxtart som beskrevs av H.Kurz. Licaria carinata ingår i släktet Licaria och familjen lagerväxter. Inga underarter finns listade i Catalogue of Life.